# Jeunesse-Pocket
Ne doit pas être confondu avec Pocket Jeunesse.
Jeunesse-Pocket est une collection française de livres de poches pour la jeunesse, parue aux éditions G. P. de 1963 à 1965. 

## Histoire
Le slogan de la collection en 1964 est : « La collection de poche des teen-agers »
Au total, 43 titres ont été édités.
La collection, innovante, a cependant eu une durée de vie courte. On peut la voir comme un précurseur de Folio Junior et du développement du poche jeunesse dans les années 1970-1980, mais aussi des collections pour adolescents de type Poche Rouge, Bibliothèque Rouge, Bibliothèque Verte Senior (éditions Hachette), ou, en plus grand format, la collection Plein Vent (éditions Robert laffont) par les thématiques notamment.

## Description matérielle
Les livres brochés, de format 17x12 cm, comprennent 192 pages, vingt illustrations, et sont imprimés sur papier ivoire, et ont une couverture souple illustrée et pelliculée.
En 1964, les livres coûtent 2,75 F (nouveau franc) (tarif libraire conseillé).

## Liste des titres publiés
(La numérotation apparaît sur le livre)
- 1. Alain-Fournier, Le Grand Meaulnes. Illustrations de Paul Durand, 1963.
- 2. Michel Manoll, Le vrai visage de Sissi, impératrice d'Autriche. Illustrations de Jean Retailleau, 1963.
- 3. Germain Rolland, Kamikaze, les volontaires de la mort. Illustrations de René Péron, 1963.
- 4. Finn Havrevold, C'était mon ami. Illustrations de Jacques Pecnard, 1963.
- 5. Grey Owl, Sajo et ses castors. Illustrations de Pierre Le Guen, 1963.
- 6. Hal G. Evarts, Flash, chien loup. Illustrations de Henri Dimpre, 1963.
- 7. Alice Coléno, La Montagne des démons. Illustrations de Daniel Dupuy, 1963.
- 8. John Gunn, Peter Kent sur l'île de corail. Illustrations de Jean-Jacques Vayssières, 1963.
- 9. Michel Manoll, Adieu Sissi, impératrice d'Autriche. Illustrations de Jean Retailleau, 1963.
- 10. René Tholy et Arlette de Bennetot, Les Martin et le colonel. Illustrations de René Péron, 1963.
- 11. Robert James Green, Le Trésor des rebelles. Illustrations de Jacques Pecnard, 1963.
- 12. René Antona, Quatre millimètres de chance. Illustrations de Michel Jouin, 1963.
- 13. Luise Rinser, Juliane. Illustrations de Daniel Dupuy, 1963.
- 14. Marcel Jullian, Gens de l'air. Illustrations de Raoul Auger, 1963.
- 15. Michel Manoll, Tristan et Yseult. Illustrations de Gilles Valdès, 1963.
- 16. Bernard Deleuze, La Sierra de l'Indien mort (Vagabond des Andes). Illustrations de Jean Reschofsky, 1963.
- 17. Heinz Hartmann, Jim Clark au Grand Nord. Illustrations de Guy Michel, 1963.
- 18. Dimitri Rebikoff, En avion sous la mer. Illustrations de Michel Jouin, 1963.
- 19. André Demaison, Les Maîtres de la brousse. Illustrations de Raoul Auger, 1963.
- 20. Yves Salgues, James Dean, ou le mal de vivre. Illustrations de René Péron, 1963.
- 21. Ernestine et Frank Gilbreth, Treize à la douzaine. Illustrations de Jean Reschofsky, 1963.
- 22. Sidney Stewart, Nous sommes restés des hommes. Illustrations de René Péron, janvier 1964.
- 23. Michel Mohrt, Le Mur du son. Illustrations de Michel Jouin, janvier 1964.
- 24. Ernest A. Gray, Ordre de l'Empereur !. Illustrations de Michel Gourlier, janvier 1964.
- 25. Albert Mahuzier, Tornades et chasses tragiques. Illustrations de Raoul Auger, janvier 1964.

## Sources
- lajoieparleslivres.bnf.fr
- Catalogue BnF
- Catalogues éditeur
- Livres eux-mêmes